# Allostemma bicolor
Allostemma bicolor är en stekelart som beskrevs av Peter Neerup Buhl och Choi 2006. Allostemma bicolor ingår i släktet Allostemma och familjen gallmyggesteklar. Inga underarter finns listade i Catalogue of Life.